# Джамбудвипа

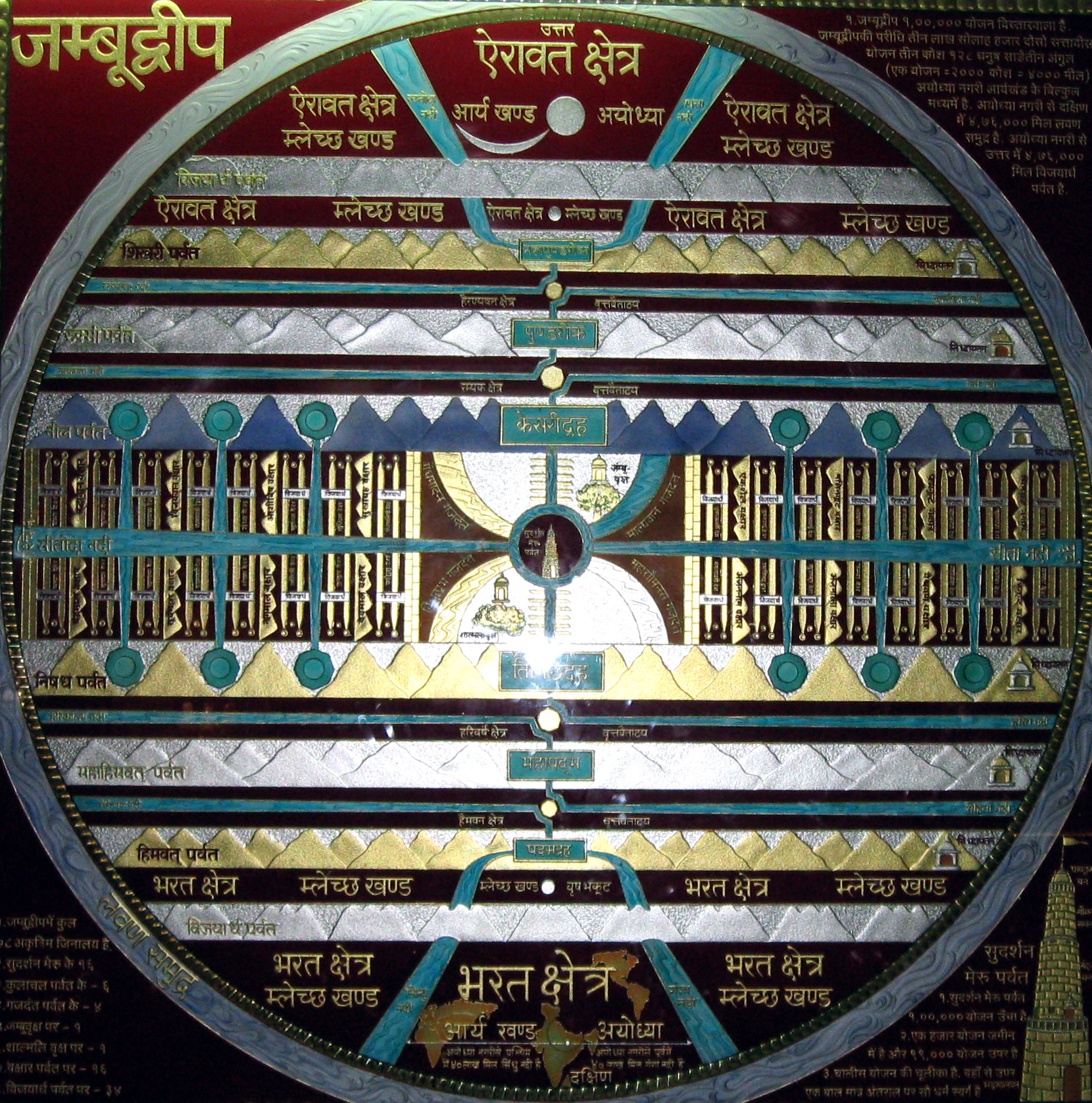
Карта Джамбудвипы согласно джайнской космологии

Джамбудви́па (санскрит: जम्बुद्वीप; пали: Jambudvīpa) — термин, часто использовавшийся для описания территории Большой Индии в древнеиндийских источниках. Он основан на понятии двипа, означающем в древнеиндийской космологии «остров» или «континент». Название Джамбудвипа использовал Ашока для обозначения своего царства в третьем веке до нашей эры. Этот термин использовался и в текстах более поздних времён для описания региона.
Впервые о континенте Джамбудвипа сообщается в Пуранах. Название происходит от дерева Джамболан, которое растёт на континенте и, согласно Вишну-пуране, имеет плоды размером со слона. Маркандея-пурана и Брахманда-пурана делят Джамбудвипу на четыре больших региона, напоминающие по форме лепестки лотоса, в середине которых находится гора Меру.
В буддийской и джайнской космологиях континент Джамбудвипа является местообитанием обычных людей. Сутра золотого блеска приписывает покровительство этому континенту четырем махараджам и упоминает о 84 тыс. городов в нём.